# کاتسوتوشی هنمی
کاتسوتوشی هنمی (انگلیسی: Rafael Henmi؛ زادهٔ ۳۰ ژوئیهٔ ۱۹۹۲) بازیکن فوتبال اهل ژاپن است که در  تیم ملی فوتسال ژاپن بازی کرده‌است.